# Waze
Waze (/weɪz/; anteriormente FreeMap Israel) es una aplicación social de tránsito automotor en tiempo real y navegación asistida por GPS desarrollada por Waze Mobile. El 11 de junio de 2013, Google completó la adquisición de Waze en 966 millones de dólares.

## Historia
Waze Ltd fue fundada en 2008 en Israel por Uri Levine, Ehud Shabtai y Amir Shinar, llamando inicialmente al servicio Linqmap. En diciembre de 2011, Waze contaba con una plantilla de trabajadores de 80 personas, 70 en Ra'anana, Israel, y 10 en Palo Alto, Estados Unidos.
En noviembre de 2012, Waze era utilizado por 4.8 millones de usuarios en el continente americano y por más de 30 millones de usuarios a nivel mundial. En junio de 2013, la base de datos de usuarios de Waze se encontraba cerca de los 50 millones.

### Google adquiere Waze
Facebook (actual Meta) había mantenido conversaciones para adquirir Waze en $1 000 millones de dólares, sin embargo, las dos partes no pudieron llegar a un acuerdo sobre las operaciones de reubicación. Google y otras empresas también se habían acercado a Waze después de que sus conversaciones con Facebook se hicieron públicas.
El 11 de junio de 2013, Google adquirió Waze Limited, sin embargo, los términos de la negociación, así como la cantidad exacta de la compra no se dieron a conocer públicamente al momento de la adquisición. No obstante, en el mismo mes de que la compra se llevara a cabo, la Federal Trade Comission de Estados Unidos, estaba considerando que la compra de Waze por parte de Google podría violar la ley de competencia, ya que Waze era uno de los pocos competidores en ese sector. Más tarde, en julio del mismo año, debido a un documento regulatorio que debió presentar Google ante la SEC, se hizo pública la cantidad de la transacción, valorada en $966 millones de dólares, de los cuales $847 millones de dólares fueron en efectivo, más $188 millones en activos intangibles, menos los $69 millones en los pasivos netos que Waze tenía hasta el momento.

## Características
Los usuarios de Waze son denominados Wazers, y, a diferencia de los softwares de navegación asistida por GPS tradicionales, este es mantenido por los usuarios y aprende de las rutas recorridas por sus usuarios para proveer información de enrutamiento y actualizaciones de tráfico en tiempo real. Las características que Waze ofrece incluyen:
- Indicaciones giro por giro habladas (síntesis de voz).
- Nombres de calles habladas.
- Reportes de tráfico en tiempo real.
- Precios de gasolina en tiempo real.
- Aviso de radares de velocidad.
- Posibilidad de evitar peajes.
- Actualizaciones regulares y gratuitas al mapa instaladas y mostradas automáticamente.
- Búsqueda de destino por dirección completa, categoría, nombre del lugar, puntos de interés, o utilizando la información de los contactos.
- Búsqueda integrada de destino: Google, Foursquare, Bing y Contactos.
- Soporte para insertar destinos mediante aplicaciones externas.
- Soporte multilenguaje.
- Integración con redes sociales (Twitter, Facebook).
- Integración con Spotify, NPR One, Pandora (herramienta musical), TuneIn, Deezer, Scribd, Stitcher, iHeart Radio, Radio.com, Audiobooks.com.
- Se puede poner un ícono publicitario de su negocio gracias a Waze Advertize.

La colaboración abierta en este servicio permite a los usuarios poder reportar accidentes, congestiones de tráfico, controles de velocidad, puntos de interés entre otros. El programa requiere una conexión de datos en el dispositivo móvil.

## Disponibilidad
La aplicación móvil de Waze se encuentra disponible de manera gratuita para los siguientes sistemas operativos: Android y iOS. Waze puede ser utilizado en cualquier lugar del mundo, contando con mapas precisos y completos en algunos países, mientras que en otros los mapas pueden presentar información incompleta, requiriendo la edición por parte de los usuarios de cada país el agregar calles, avenidas, puntos de interés, etc.
Hasta 2013, Waze cuenta con información completa de los mapas de Estados Unidos, Canadá, Reino Unido, Francia, Alemania, Italia, Países Bajos, Bélgica, Israel (considerado como el mejor mapa de ese país), Sudáfrica, El Salvador, Costa Rica, México, Ecuador, Argentina, Chile, Paraguay, Panamá, Perú y Colombia. La compañía ha comentado que tiene planes para mejorar y completar los mapas para el resto de los países.

## Licencia
Hasta la versión 2.x Waze es distribuido bajo licencia GPL versión 2, aunque esta licencia no se extiende a la cartografía que se genera con el software. A partir de la versión 3.x. Waze es distribuido bajo una licencia de software propietario.

## Usos
- US Patent 7936284.— Sistema y método para la estimación de tiempo de estacionamiento. Publicado el 3 de mayo de 2011.[19]
- US Patent 8271057.— Activación basado en la condición, apagado y gestión de aplicaciones de dispositivos móviles. Publicado el 18 de septiembre de 2012.[20]

## Reconocimientos
En febrero de 2013, Waze resultó ganador en los Global Mobile Awards como «Best Overall Mobile App», categoría en la que se encontraban también nominadas aplicaciones como Dropbox y Flipboard, entre otras. El premio fue otorgado por la GSMA en el evento Mobile World Congress.

## Críticas
Existe la preocupación sobre que la aplicación puede ser utilizada para vigilar los movimientos de algunas personas por otras.
Algunos defensores de la seguridad vial han hablado sobre la posibilidad los usuarios sean tantos que podría provocar un volumen tal de iconos y notificaciones que distraerían al conductor y aumentaría así el riesgo de un accidente.
En marzo de 2014, hubo un exitoso intento de crear un embotellamiento falso. Fue posible gracias a estudiantes del Technion.
En diciembre de 2014, en una carta enviada a Google, Charlie Beck, jefe del Departamento de Policía de Los Ángeles se quejó sobre la habilidad de localizar la policía desde la aplicación, diciendo que puede ser “mal utilizada por las personas que tienen una intención de poner en riesgo a policías y a la comunidad”. Se ha pretendido que Izmaaiyl Brinsley usó Waze para asesinar a dos oficiales de la NYPD como venganza de los asesinatos de Eric Garner y Michael Brown, y había subido una imagen de la aplicación en su cuenta de Instagram horas antes de los tiroteos. Los usuarios pueden marcar la presencia de un policía con un icono pequeño e indicar si este está a simple vista o escondido. La LAPD, junto a otras agencias policiales, presionaron a Google para deshabilitar esa característica en la aplicación. Google dice que saber donde se encuentran los policías promueve un manejo más seguro.